# Welcome to Sarajevo
Welcome to Sarajevo (bra Bem-Vindo a Sarajevo) é um filme de américo-britânico de 1997, do gênero drama de guerra, dirigido por Michael Winterbottom, com roteiro de Frank Cottrell Boyce baseado no livro Natasha's Story, de Michael Nicholson.
O enredo conta a história de grupo de jornalistas na guerra da Bósnia.

## Sinopse
A trama se passa durante o cerco a Sarajevo, o período mais dramático da guerra da Bósnia. Há também diversas referências a fatos reais, como o concurso de Miss Sarajevo, que ficou célebre por expressar o pedido de socorro da população bósnia à comunidade internacional, e a Vedran Smailović, conhecido como "o violoncelista de Sarajevo", que tocou um recital em público ainda durante o conflito.

## Elenco
- Stephen Dillane .... Michael Henderson
- Woody Harrelson .... Flynn
- Marisa Tomei .... Nina
- Emira Nusevic .... Emira
- Kerry Fox .... Jane Carson
- Goran Visnjic .... Risto Bavic
- James Nesbitt .... Gregg
- Emily Lloyd .... Annie McGee
- Igor Dzambazov .... Jacket
- Gordana Gadzic .... sra. Savic
- Juliet Aubrey .... Helen Henderson
- Drazen Sivak .... Zeljko
- Vesna Orel .... Munira
- Davor Janjic .... Dragan
- Vladimir Jokanovic ... . tio de Emira

## Principais prêmios e indicações
Festival de Cannes 1997
- Indicado
  - Palma de Ouro[2]

Festival de Chicago 1997
- Indicado
  - Hugo de Ouro de melhor filme[carece de fontes?]